# Didier Deschamps
Didier Claude Deschamps, född 15 oktober 1968 i Bayonne, är en fransk tränare och före detta fotbollsspelare (mittfältare). Han är sedan 2012 förbundskapten för det franska landslaget. Efter ett kort gästspel som rugbyspelare i Biarritz Olympique, började Deschamps sin fotbollskarriär i Bayonne redan som 14-åring. Deschamps upptäcktes av Nantes och blev professionell 1983 (debut i A-laget 27 september 1985).

## Meriter
- Uefa Champions League 1993, 1996
- Världsmästare 1998
- Europamästare 2000
- Världsmästare (som förbundskapten) 2018

## Tränarkarriär
- AS Monaco
  - Vinnare av Coupe de la Ligue 2003
  - Final i Uefa Champions League 2004

- Juventus
  - Vinnare av Serie B 2007

- Olympique de Marseille
  - Vinnare av Ligue 1 2010
  - Vinnare av Coupe de la Ligue 2010, 2011, 2012
  - Vinnare av Trophée des Champions 2010, 2011

- Frankrikes landslag
  - Tvåa i Europamästerskapet 2016
  - Världsmästare 2018
  - Tvåa i VM 2022